# Oldenburgovo

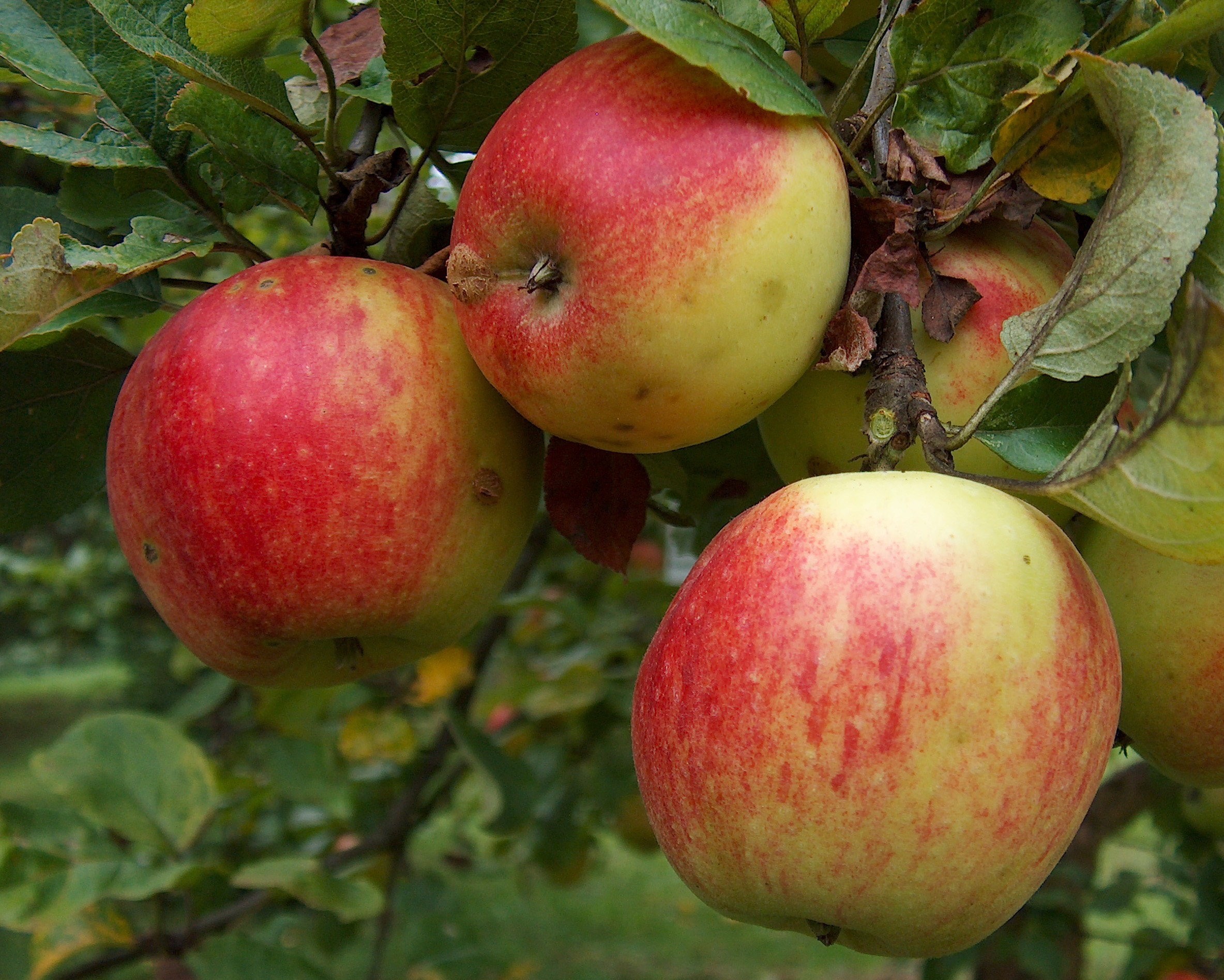
Jablko 'Oldenburgovo'

Oldenburgovo (Malus domestica 'Oldenburgovo') je ovocný strom, kultivar druhu jabloně domácí z čeledi růžovitých. Řadí se mezi podzimní odrůdy.

## Historie

### Původ
Pochází z Německa, z tehdejšího Vysokoškolského institutu pro ovocnářství v Geisenheimu. Jde o kříženec odrůd 'Hammersteinovo' × 'Baumanova reneta' vypěstovaný v roce 1897. První plody byly sklizeny v roce 1904.

### Rozšíření
Rozšířilo se hlavně v Německu, zejména na území bývalé NDR. V Československu se pěstovalo ve velkovýsadbách zejména v 50. a 60. letech a bylo doporučováno do zahrádek ve vyšších polohách.
V Německu byla tato odrůda využita k dalšímu šlechtění a vnikly tak odrůdy 'Alkmene', 'Clivia' a 'Ervin Baur'

### Synonyma
'Oldenburgovo červené', 'Geheimrat Oldenburg', 'Geheimrat Dr. Oldenburg', 'Oldenburg'  
(Název odrůdy jablek 'Duchess of Oldenburg' je synonymem pro odrůdu 'Charlamovski', která nemá s odrůdou 'Oldenburgovo' žádnou spojitost.)

## Vlastnosti

### Růst
Roste zpočátku středně silně, v plné plodnmosti slabě. Dobře obrůstá plodonosným obrostem, který je třeba v plné plodnosti regulovat zmlazovacím řezem. Nehodí se pro vyšší tvary než čtvrtkmen. Pro pěstování je nejvhodnějším tvarem vřetenovitý zákrsek. Je vhodné do stěn. Hodí se pro přeroubování.

### Plodnost a zralost
Plodí velmi brzy, pravidelně, hojně až velmi hojně. Plody jsou nasazeny ve shlucích. Sklízí se v polovině září, zralé plody padají. Konzumní zralosti dosahuje dva týdny po sklizni, vydrží do prosince, z vyšších poloh i déle.

### Plod
Plody jsou kulovité až tupě kuželovité, střední, vyrovnané, z vyšších tvarů menší. Slupka je hladká, pololesklá, mastná, křehká. Barva slupky je světle zelená, později zlatožlutá, krycí barva červená tečkovaně žíhaná. Dužnina je bělavě nažloutlá až nazelenalá, křehká, sladce nakyslá, bez výraznějšiho aromatu. Chuť bývá hodnocena jako dobrá. 

### Choroby a škůdci
Proti strupovitosti je málo odolné, ale proti padlí je velmi odolné. Plody z bujně rostoucích stromů jsou náchylné k hořké skvrnitosti. Proti mrazu je dostatečně odolné, ale po velkých úrodách mohou namrzat nedostatečně vyzrálé letorosty.

## Hodnocení
Klady odrůdy jsou vysoká a pravidelná plodnost, malá náročnost na péči a vhodnost do vyšších poloh. Nedostatky odrůdy jsou jen průměrná chuť, mastná slupka a krátká konzumní zralost plodů. Dalším nedostatkem jsou snadno padající plody při větrném počasí.